# Passport (gruppo musicale)
Passport è un gruppo jazz-fusion tedesco creato da Klaus Doldinger.
Attivo dal 1971, è la formazione che più di ogni altra si è avvicinata alle atmosfere dei Weather Report.

## Membri
- Klaus Doldinger - sassofono, flauto
- Wolfgang Schmid - basso
- Curt Cress - batteria
- Udo Lindenberg - batteria
- Lothar Meid - basso
- Olaf Kubler - sassofono, flauto
- Kristian Schultze
- Dieter Petereit
- Hendrik Schaper
- Johnny Griffin
- Willy Ketzer
- Elmer Louis
- Roy Louis
- Kevin Mulligan
- Pete York

## Discografia
- Passport (1971)
- Second Passport (1972)
- Handmade (1973)
- Looking Thru (1973)
- Doldinger Jubilee Concert (1974)
- Doldinger Jubilee '75 (1975)
- Cross-Collateral (1975)
- Infinity Machine (1976)
- Iguacu (1977) U.S.
- 2 Originals  (1977)
- Ataraxia  (1978)
- Garden of Eden (1978)
- Lifelike (1980)
- Oceanliner (1980)
- Blue Tattoo (1981)
- Earthborn (1982)
- Man in the Mirror (1983)
- Running in Real Time (1985)
- Heavy Nights (1986)
- Talk Back (1988)
- Balance Of Happiness (1990)
- Blues Roots (1991)
- Down to Earth (1993)
- Spirit Of Continuity: The Passport Anthology (1995)
- Passport to Paradise (1996)
- Passport Control (1997)
- Move (1998)
- Passport Live (2000)
- RMX Vol. 1 (2001)
- Back to Brazil (2003)
- To Morocco (2006)